# Kalanchoe hametiorum
Kalanchoe hametiorum ist eine Pflanzenart der Gattung Kalanchoe in der Familie der Dickblattgewächse (Crassulaceae).

## Beschreibung

### Vegetative Merkmale
Kalanchoe hametiorum ist eine ausdauernde Pflanze, die Wuchshöhen von 20 bis 150 Zentimeter erreicht und überall mit einem dichten bräunlichen Indumentum bedeckt ist. Der einfache, stielrunde Trieb ist aufrecht, gerade und lang behaart. Die sitzenden, fleischigen Laubblätter sind gegenständig oder selten wechselständig am Trieb angeordnet. Die lang behaarte, linealische oder länglich bis schmal elliptische Blattspreite ist 4,5 bis 11 Zentimeter lang und 0,4 bis 2,7 Zentimeter breit. Ihre Spitze ist stumpf bis leicht zugespitzt, die Basis verschmälert und halb stängelumfassend. Der Blattrand ist ganzrandig, gewellt oder seicht gekerbt.

### Generative Merkmale
Der Blütenstand ist eine wenigblütige, ebensträußige Zyme und erreicht eine Länge von 3 bis 12 Zentimeter. Die aufrechten Blüten stehen an 3,5 bis 11 Millimeter langen Blütenstielen. Ihr grüner bis gelblich grüner Kelch ist außen behaart und innen drüsenhaarig. Die spindelig-urnenförmige Kelchröhre ist 5,5 bis 8 Millimeter lang. Die dreieckigen, lanzettlichen bis leicht eiförmigen, zugespitzten, fleischigen Kelchzipfel sind 5 bis 10 Millimeter lang und 2,3 bis 3,5 Millimeter breit. Die gelblichen bis lachsfarbenen Kronblätter sind kurz drüsenhaarig. Die zylindrisch-urnenförmige, stumpf vierkantige Kronröhre ist 9 bis 11 Millimeter lang. Ihre länglich lanzettlichen bis fast eiförmigen, zugespitzten Kronzipfel weisen eine Länge von 3,5 bis 5,8 Millimeter auf und sind etwa 1,7 Millimeter breit. Die Staubblätter sind oberhalb der Mitte der Kronröhre angeheftet und ragen nicht oder kaum aus der Blüte heraus. Die eiförmig-länglichen Staubbeutel sind etwa 1 Millimeter lang. Die linealischen, ausgerandeten Nektarschüppchen weisen eine Länge von 1,3 bis 2 Millimeter auf und sind etwa 0,3 Millimeter breit. Das längliche Fruchtblatt weist eine Länge von 6 bis 8 Millimeter auf. Der Griffel ist 1,6 bis 2,5 Millimeter lang.
Die fast eiförmigen Samen erreichen eine Länge von 0,5 Millimeter.

## Systematik und Verbreitung
Die Erstbeschreibung durch Raymond-Hamet wurde 1963 veröffentlicht. Die Art steht auf der Roten Liste der IUCN und gilt als nicht gefährdet (Least Concern).
Kalanchoe hametiorum ist in Mosambik auf Felsen in Höhen von 200 bis 320 Metern verbreitet.

## Nachweise